# William Clifford Newman
William Clifford Newman (ur. 16 sierpnia 1928 w Baltimore, Maryland, zm. 20 maja 2017 tamże) – amerykański duchowny katolicki, biskup pomocniczy Baltimore w latach 1984-2003.

## Życiorys
Święcenia kapłańskie otrzymał 29 maja 1954 i inkardynowany został do rodzinnej archidiecezji Baltimore.
25 maja 1984 papież Jan Paweł II mianował go biskupem pomocniczym Baltimore ze stolicą tytularną Numluli. Sakrę otrzymał z rąk ówczesnego metropolity Williama Bordersa.